# Gilles Apap
Gilles Apap (n. 21 mai 1963, Béjaïa, Algeria) este un violonist francez. A copilărit în Nisa, unde a început să cânte la vioară la vârsta de șapte ani, apoi a studiat muzica la Conservatorul din oraș și la Curtis Institute of Music din Philadelphia. A primit premii la mai multe concursuri, printre care concursul Yehudi Menuhin (1985), categoria muzică contemporană.
Apap a fost vreme de zece ani concertmaestru al Orchestrei Simfonice din Santa Barbara, California. Și-a continuat cariera ca solist, cântând cu orchestre din toată lumea. Este cunoscut ca virtuoz al viorii, în muzica clasică dar și în muzica tradițională din Europa, America și India (muzică irlandeză, gypsy, swing, bluegrass).